# Hrabstwo Jones (Iowa)

Piramida wieku hrabstwa

Hrabstwo Jones – hrabstwo położone w USA w stanie Iowa z siedzibą w mieście Anamosa. Założone w 1837 roku.

## Miasta
| - Anamosa - Cascade - Center Junction | - Martelle - Monticello - Morley | - Olin - Onslow - Oxford Junction | - Wyoming |

## Drogi główne
- U.S. Highway 151
- Iowa Highway 1
- Iowa Highway 38
- Iowa Highway 64
- Iowa Highway 136

## Sąsiednie Hrabstwa
- Hrabstwo Delaware
- Hrabstwo Dubuque
- Hrabstwo Jackson
- Hrabstwo Clinton
- Hrabstwo Cedar
- Hrabstwo Linn